# San Juan Tepecoculco
San Juan Tepecoculco är en ort i Mexiko, tillhörande kommunen Atlautla i delstaten Mexiko, i den centrala delen av landet. Orten hade 3 790 invånare vid folkräkningen 2010, och är kommunens tredje största samhälle.